# Ivo Gomes
Ivo Ferreira Gomes (Sobral, 13 de dezembro de 1967) é um advogado e político brasileiro filiado ao PSB. Foi prefeito da cidade de Sobral, no Ceará de 1 de janeiro de 2017 até 31 de dezembro de 2024.

## Biografia
Filho de José Euclides Ferreira Gomes Júnior, bacharel em Direito e ex-prefeito de Sobral, e de Maria José Santos Ferreira Gomes, e irmão dos ex-governadores do estado do Ceará, Cid Gomes e Ciro Gomes.
Formou-se em Direito pela Universidade Federal do Ceará e tem mestrado pela Universidade Harvard, nos Estados Unidos. Como concursado, pertence aos quadros da Procuradoria Geral do Município de Fortaleza.

### Carreira política
Iniciou sua carreira política no município de Sobral, onde foi chefe de gabinete da Prefeitura e Secretário de Desenvolvimento da Educação, durante os mandatos de seu irmão Cid Gomes como prefeito. Em 2002, foi eleito pela primeira vez deputado estadual com 50.326 votos. Na eleição de 2006, integrando o Partido Socialista Brasileiro (PSB), Ivo foi o segundo deputado mais votado do Ceará, com 73.096 votos. Em 2007, foi convidado pelo governador Cid Gomes para assumir a chefia do gabinete do Governo do Estado do Ceará, onde atuou até março de 2011. Em 2013 assumiu a Secretaria de Educação de Fortaleza, na gestão do prefeito Roberto Cláudio. No mesmo ano, saiu do PSB e filiou-se ao então recém-criado PROS, juntamente com seus irmãos Cid e Ciro.
Como candidato a deputado estadual nas eleições de 2014, foi eleito com 70.112 votos.
Nas eleições de 2016, Ivo Gomes se candidatou a prefeito da cidade de Sobral e foi eleito com 57.908 votos (51,44% dos votos válidos). Nas eleições de 2020, foi reeleito prefeito com 59,23% dos votos.

### Vida pessoal
Ivo Gomes casou-se com Viviam Paula Rodrigues Trajano, com quem teve dois filhos, Gustavo Gomes, nascido em 2001 e o segundo, André Gomes, em 2006.